# Zijinberget
Zijin Shan är ett berg i Kina. Det ligger i provinsen Jiangsu, i den östra delen av landet, nära eller i provinshuvudstaden Nanjing. Toppen på Zijin Shan är 449 meter över havet.
Zijin Shan är den högsta punkten i trakten. Runt Zijin Shan är det mycket tätbefolkat, med 1 956 invånare per kvadratkilometer. Närmaste större samhälle är Nanjing, 6,8 km väster om Zijin Shan. Runt Zijin Shan är det i huvudsak tätbebyggt.
Genomsnittlig årsnederbörd är 1 291 millimeter. Den regnigaste månaden är juli, med i genomsnitt 289 mm nederbörd, och den torraste är december, med 32 mm nederbörd.